# فصيح الدين الهروي
ميرزا فصيح الدين الأنصاري الهِرَوي المتخلص بـفصيحي (؟-1639م) شاعر فارسي إيراني.

## سيرته
هو فصيح الدين بن أبو المکارم بن ميرجان الأنصاري الهروي، يتصل نسبه إلى عبد الله الأنصاري. ولد في بخارى هو ووالده. هاجر مع عائلته منها إلى هرات بعد أن أحتلها عبيد الله خان الأوزبك عام 997 هـ / 1589 م وهو طفل في العشر سنوات.

درس الفصيحي في هرات وبرع في الشعر ونال حظا عند حکامها ومدحهم في شعره. هاجر إلى الهند في 1613م/1022 هـ فجأتا لکن ألقي القبض عليه في طريقه إلى قندهار وسُجِن وبعد فترة أطلق سراحه بأمر حسين خان الوالي. عندما سافر عباس الأول إلى هرات عام 1031 هـ / 1622 م، انتبه إليه ونال حظا منه. 

توفي الفصيحي في عام 1049 هـ / 1639 م.